# Flower (gra komputerowa)
Flower – gra komputerowa wyprodukowana przez Thatgamecompany, zaprojektowana przez Jenovę Chena i Nicholasa Clarka. Flower został zapowiedziany w 2007 roku na Tokyo Game Show, a premierę miał w 2009 roku na konsoli PlayStation 3 poprzez PlayStation Network. Obecnie jest też dostępna na komputerach. W zamierzeniu Flower miał być duchowym następcą gry komputerowej Flow, poprzedniego dzieła Chena i Thatgamecompany. We Flower gracz przejmuje kontrolę nad wiatrem, dmuchając w płatek kwiatu przy użyciu kontrolera gry. Lot blisko kwiatów powoduje, że za płatkiem gracza „podążają” inne. Zbliżenie się do kwiatów może wywołać w świecie gry efekty uboczne, na przykład nadanie jaskrawych barw przedtem martwym polom lub aktywowanie nieruchomych wiatraków. W grze nie ma żadnych tekstów ani dialogów, co powoduje, że narracja wyrażona jest głównie poprzez formę wizualną oraz sygnały emocjonalne.
W zamierzeniu Flower miał bardziej wywołać pozytywne emocje w graczu, niż służyć czystej rozrywce. To przesunięcie akcentów było efektem poglądów Chena, zdaniem którego głównym celem produktów takich jak gry komputerowe jest wywołanie emocji w odbiorcach. Według Chena w wielu grach zdolność ta jest ograniczona. Zespół rozpatrywał swój wysiłek jako tworzenie dzieła sztuki, usuwając elementy rozgrywki wywołujące niepożądaną reakcję w graczach. Muzyka skomponowana przez Vincenta Diamante pokrywa się z działaniami gracza i odpowiada sygnałom emocjonalnym zawartym w grze. Flower spotkał się z nad wyraz pozytywną reakcją krytyków. Recenzenci chwalili muzykę z gry, oprawę wizualną i rozgrywkę, nazywając ją niezwykłym i fascynującym doznaniem emocjonalnym. Flower otrzymał nagrodę dla najlepszej gry niezależnej roku na rozdaniu Spike Video Game Awards i zdobył wyróżnienie dla najlepszej gry casual od Akademii Sztuk i Nauk Interaktywnych.

## Rozgrywka
Flower dzieli się na sześć głównych poziomów oraz jeden dodatkowy, pojawiający się podczas napisów końcowych. Każdy poziom reprezentowany jest przez kwiat w dzbanie znajdującym się na parapecie pokoju. Po wybraniu jednego z kwiatów gracz przenosi się do świata będącego w domyśle wytworem wyobraźni rośliny. Podczas rozgrywania poziomu gracz przejmuje kontrolę nad wiatrem, dmuchając w pojedynczy płatek kwiatu. Przy użyciu kontrolera konsoli gracz zmienia kierunek lotu płatka. Naciśnięcie jakiegokolwiek przycisku wywołuje podmuch wiatru, a co za tym idzie – szybszy ruch płatka. Kamera znajduje się przeważnie tuż za płatkiem, aczkolwiek wykonuje niekiedy najazdy, aby ukazać graczowi nowy cel lub konsekwencje działań tegoż.
Na każdym poziomie obecne są skupiska i szeregi kwiatów; zbliżenie się do nich za pomocą płatka powoduje poderwanie w powietrze innych jemu podobnych. Po przybliżeniu się odpowiednich kwiatów gracz wywołuje zmiany w świecie gry. Do nich zalicza się udostępnienie nowych terenów, przemianę martwych, trawiastych pól w jaskrawe i pełne życia obszary lub uruchomienie turbin wiatrowych. Powoduje to wyrośnięcie nowych kwiatów, z którymi gracz może wchodzić w interakcję. Lot nad każdym kwiatem skutkuje harmonicznym dźwiękiem dzwonu. Muzyka zmienia się dynamicznie w miarę zmian w świecie gry. Im więcej płatków gracz porywa ze sobą, tym szybciej się poruszają. Gracz nie może przegrać poziomu ani całej gry. Nie ma w niej przeciwników, punktów życia lub limitów czasowych. Rozgrywka trwa około godziny.
Choć gra nie zawiera żadnych napisów poza końcowymi, sześć „marzeń” kwiatów stanowi spójną narrację. Lokacja początkowa każdego etapu znajduje się blisko krańca drugiej, a w miarę postępu w grze gracz dociera do odległego miasta. Pierwsze poziomy koncentrują się na przywracaniu życia i koloru krajobrazowi. Po uruchomieniu serii wiatraków gracz podróżuje nocą przez pole oświetlone przez serię świateł, aż dociera do miasta. Jest ono pełne ponuro wyglądających konstrukcji metalowych, łuków elektrycznych i zrujnowanych budynków; gracz ożywia miasto na ostatnich dwóch poziomach, zmieniając je w pełne blasku i radości miejsce.
W miarę postępu gracza miasto, widoczne z okna w pokoju będącym miejscem wyboru poziomu, staje się bardziej żywe i kolorowe. Jeżeli gracz odnajdzie na każdym poziomie trzy ukryte kwiaty, krajobraz miejski zostanie zastąpiony jasnym polem z górami w tle. W miarę postępu w grze muzyka zmienia się na coraz bardziej skomplikowaną, wpływając na narrację gry. Poziom dostępny w trakcie napisów końcowych rozgrywa się tak samo jak zwykłe poziomy, tyle że lot nad każdym z kwiatów pokazuje nazwisko osoby zaangażowanej w projekt. Flower zawiera trofea w ramach usługi PlayStation Network. Podczas gdy niektóre z nich wymagają zaliczenia poszczególnych celów, wiele z nich polega na zwykłym odprężeniu.

## Produkcja

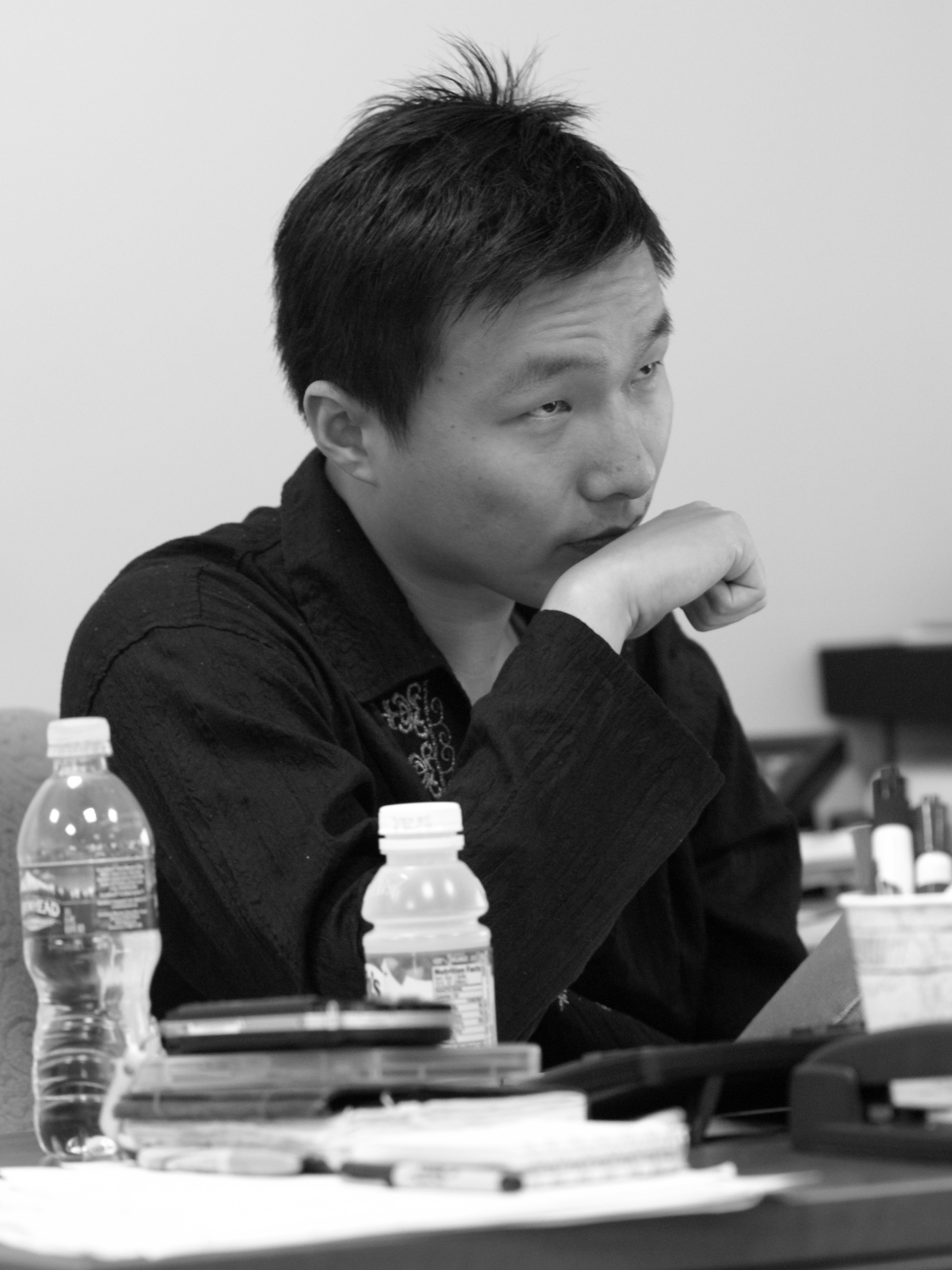
Projektant Jenova Chen w 2007 roku

Flower w założeniu był duchowym spadkobiercą gry na Flash pod tytułem Flow, stworzonej przez Jenovę Chena i Nicholasa Clarka, wówczas studentów University of Southern California. Flow później uległ konwersji autorstwa Thatgamecompany na PlayStation 3 (w 2007 roku) i SuperVillain Studios na PlayStation Portable (w 2008 roku). Flower był pierwszą grą Thatgamecompany wykonaną bez powiązań z uniwersytetem. Po raz pierwszy produkcję zapowiedziano 24 września 2007 roku na Tokyo Game Show, a ukazała się ona 12 lutego 2009 roku przez PlayStation Network. Flower w zamierzeniu miał wzbudzić w graczu pozytywne emocje. Na różnych etapach produkcji pracowało od sześciu do dziewięciu osób. Chen, który współtworzył Thatgamecompany z producentką Kellee Santiago, objął funkcję dyrektora kreatywnego nad grą, podczas gdy Clark był jej głównym projektantem. Chen opisał grę jako interaktywny poemat o konflikcie między miastem a przyrodą. Już we wczesnym etapie tworzenia gry zdecydował się na uczynienie jej głównym tematem natury, chcąc umożliwić graczowi obcowanie z przyrodą przy użyciu konsoli PlayStation 3.
Zanim rozpoczęły się prace nad dziełem, zespół pracujący nad nim zlecił stworzenie ścieżki dźwiękowej, której pozytywny ton miał być drogowskazem dla dalszych działań studia. Twórcy zainicjowali liczne koncepty, z których ich zdaniem ten polegający na ruchu płatków pod wpływem wiatru najlepiej uchwycił emocje, jakie zamierzali wzbudzić w graczu. Celem twórców gry było uspokojenie gracza; w związku z tym usunęli elementy rozgrywki mogące frustrować potencjalnych odbiorców. Zespół początkowo planował nie ograniczać działań gracza, pozbawiając gry niewidzialnych barier; okazało się jednak, że gracze odczuwali frustrację i zakłopotanie, gdy byli pozbawieni dodatkowych wytycznych w rodzaju kamery skupionej na nowych kwiatach czy podziału świata gry na poziomy. Chen stwierdził, że początkowo jego studio planowało pozbawienie gry tradycyjnych wzorców, ale w celu zapewnienia dobrych doznań musiało je przywrócić. Cały proces produkcji gry trwał dwa lata, ale trzy czwarte tego czasu zajęło tworzenie jej prototypu. Po decyzji o wykorzystaniu danych elementów produktu pracowano nad grą Flower zaledwie sześć miesięcy.
Chen zaprojektował grę na podstawie zamysłu, iż pierwotnym celem produktów rozrywkowych (między innymi gier komputerowych) było wywołanie uczuć wśród odbiorców, a zasięg emocjonalny większości z tych gier był ograniczony. Przy projekcie Flower Chen zamierzał bardziej wzbudzić emocje w graczu, niż zawrzeć w grze przesłanie; gdy testerzy uznali, że Flower promuje ochronę środowiska, dokonane zostały poprawki w projekcie gry. Aby sprawić, że Flower uzyska upragnione spektrum emocjonalne, Chen patrzył na proces produkcji bardziej jak na tworzenie dzieła sztuki niż pozbawionej wyższych uczuć gry rozrywkowej. Podsumował swój pogląd twierdząc, że jedyną mechaniką rozgrywki w grze jest zetknięcie się z kwiatem w celu wywołania nowego zdarzenia. Zespół odpowiednio wyciął z gry głębsze elementy rozgrywki, ponieważ mogłyby one stanowić wyzwanie dla gracza i uniemożliwić mu odprężenie.
Premiera gry Flower odbyła się 12 lutego 2009 roku poprzez PlayStation Network. Początkowo dzieło studia Thatgamecompany było przeznaczone na konsolę PlayStation 3. W listopadzie 2013 roku pojawiły się jednak jej porty na platformy PlayStation Vita i PlayStation 4, wykonane przez Bluepoint Games.

## Muzyka
Muzyka do gry Flower została skomponowana przez Vincenta Diamante, kompozytora muzyki do gier komputerowych oraz profesora na wydziale mediów interaktywnych University of Southern California. Przedtem odpowiadał za muzykę do dzieł Cloud (pierwszej gry Chena) oraz Dyadin, które powstały w ramach uniwersytetu. Pracował bezpośrednio z zespołem producenckim, aby zintegrować muzykę z treścią gry poprzez dostosowanie rozmieszczenia kwiatów oraz dźwięków, jakie wydawały po dotknięciu. Uczynił to poprzez harmonizację mechaniki gry z muzyką, a także poprzez synchronizację tej ostatniej ze zmianami dokonującymi się w świecie gry. Diamante użył swej muzyki jako bodźca do wprowadzenia własnych pomysłów na grę.
Muzyka i instrumenty na każdym poziomie zostały tak dobrane, aby odpowiadały światu gry i rozmieszczeniu poziomów. Kompozycja składa się z wielu podkładów stanowiących ścieżki instrumentów akustycznych, które uruchamiają się lub wyciszają zależnie od działań gracza. Do użytych instrumentów zaliczają się fortepiany, instrumenty szarpane w rodzaju klasycznej gitary oraz instrumenty dęte drewniane, takie jak flet basowy i fagot. Liczba grających instrumentów wzrasta wraz z liczbą płatków zgromadzonych przez gracza. Muzyka w założeniu sugeruje użycie naturalnych odgłosów, na przykład świstu wiatru. Wielokrotnie w trakcie procesu produkcji Diamante był tak przywiązany do potrzebującego poprawki dzieła muzycznego, że zastępował je innym, skomponowanym na nowo. Diamante długo namawiał Sony do produkcji albumu zawierającego muzykę z gry. 8 kwietnia 2010 roku Sony wydało album ze ścieżką dźwiękową, który był dostępny do kupna przez PlayStation Network. Jest on zatytułowany Flower: Original Soundtrack from the Video Game i zawiera osiem ścieżek o łącznym czasie trwania 1:04:37.

## Odbiór gry
Gra Flower została pozytywnie odebrana przez krytyków. Alice Liang z 1UP.com przyjęła ją z aplauzem, twierdząc, że wolność ruchu czyni grę relaksującą niczym lekki powiew wiatru. Uznała, że słowo „zabawa” nie oddaje w pełni doznań z gry; stwierdziła przy tym, że posiada ona łuk emocjonalny rodem z dobrze skonstruowanego filmu, a oprawa audiowizualna i mechanika gry razem składają się na nieodparte doznanie emocjonalne. Zdaniem autorki grę można wielokrotnie powtarzać bez utraty przyjemności z rozgrywki, co wynagradza krótki czas trwania. Ryan Clements z portalu IGN zgodził się z opinią Liang, twierdząc, że Flower dostarcza więcej przyjemności, emocji i oświecenia niż jakakolwiek gra, w którą grał od lat. Choć zaznaczył, że nie każdemu może się ona podobać, opisał ją jako rzecz niezwykłą i pełną siły, uznając ją za pozycję obowiązkową dla gracza. Michael Kontoudis ze strony PALGN nazwał grę niezwykłą, odważną i wzruszającą; zaznaczył jednak, że bliżej jej do dzieła sztuki niż do gry, wskutek czego wielu graczy może nie być nią zainteresowanymi. Gerard Campbell z pisma „The Times” w podobnym stylu opisał Flower jako coś więcej niż grę, nazywając ją przeciwieństwem krwawych strzelanek oraz podsumowując ją jako jedną z najbardziej orzeźwiających i relaksujących gier.
Tom Bramwell z portalu Eurogamer wyraził podobny zachwyt, opisując grę jako w przyjemny sposób niewinną i budującą. Krytycy tacy jak Terry Terrones z pisma „GamePro” i redaktorzy GameTrailers powtarzali te same pochwały pod adresem gry, co inni jej recenzenci; zdaniem GameTrailers stanowi ona bardziej doznanie niż grę, podczas gdy Terrones uznał muzykę za najlepszą część jej prezentacji. Tom Hoggins z „The Daily Telegraph” uważał, że Flower może przyczynić się do wznowienia debaty na temat gier komputerowych jako sztuki. Jego zdaniem gra jest wspaniałym takim dziełem.
Wersje na PlayStation 4 i PlayStation Vita również wywołały zachwyt krytyków, którzy chwalili ulepszoną w stosunku do pierwowzoru oprawę graficzną. Pozytywna recepcja zaskoczyła twórców, którzy spodziewali się zróżnicowanej reakcji.
Flower otrzymał na rozdaniu Spike Video Game Awards w 2009 roku wyróżnienie dla najlepszej gry niezależnej. Magazyn „Playboy” przyznał grze podobne wyróżnienie. Została ona nominowana w pięciu kategoriach przez Akademię Sztuk i Nauk Interaktywnych, zdobywając ostatecznie nagrodę dla najlepszej gry casual roku. Brytyjska Akademia Sztuk Filmowych i Telewizyjnych przyznała jej nagrodę za osiągnięcie artystyczne, nominując ją także za udźwiękowienie. Ścieżka dźwiękowa z gry została nagrodzona przez kanał telewizyjny G4. Była ponadto nominowana również przez Game Audio Network Guild do tytułu muzyki roku oraz najlepszej muzyki interaktywnej.
Debiut gry w 2008 roku na targach Electronic Entertainment Expo skutkował licznymi nagrodami, między innymi dla najlepszej gry do pobrania od 1UP.com, najlepszej oryginalnej gry od UGO oraz specjalnego osiągnięcia w zakresie innowacji od IGN. W 2011 roku, głosami publiczności, Flower został wybrany jako eksponat na wystawę The Art of Video Games, organizowaną w 2012 roku w Smithsonian American Art Museum.